# Первоцвет поникающий
Первоцвет поникающий, или первоцвет поникший, или первоцвет сибирский, или примула поникающая, или примула сибирская (лат. Primula nutans) — многолетнее травянистое растение, вид рода Первоцвет (Primula) семейства Первоцветные (Primulaceae).

## Описание
Многолетнее растение.
Листья округлые, зелёные, длиной около 2,5 см с узкими черешками. Цветки диаметром 12—16 мм в числе 2—8 штук, располагаются на стеблях, возвышающихся над листьями. Лепестки бледно-розовые, однако к центру цветка цвет меняется от белого, а затем к жёлтому.

## Распространение и среда обитания
Родной ареал простирается от Субарктики до Гималаев. Вид можно найти как в Европе, так и в Азии в странах: Китай, Финляндия, Норвегия, Непал, Швеция, Монголия, Россия, Казахстан и Пакистан. Этот вид также можно встретить на канадской территории Юкон и в американском штате Аляска. Первоначально он был аборигенным видом для Британской Колумбии, но в настоящее время локально вымер.
Места обитания: влажные луга, болота и прибрежные убежища. Его также можно найти растущим в районах, где движение ледников создало моренные места обитания или скалистые равнины.

## Синонимы
По данным GBIF на февраль 2024 года в синонимику таксона входят следующие названия:
- ≡ Aleuritia nutans (Georgi) Soják
- = Aleuritia nutans subsp. finmarchica (Jacq.) Soják
- = Primula finmarchica Jacq. — Первоцвет норвежский[7]
- = Primula finmarchica Wulfen
- = Primula finno-marchica Georgi
- = Primula integrifolia Oeder
- = Primula intermedia Ledeb.
- = Primula intrusa Rchb.
- = Primula norwegica Retz.
- = Primula nutans subsp. finmarchica (Wulfen) Á.Löve & D.Löve
- = Primula rotundifolia Pall.
- = Primula siberica var. brevicalyx Trautv.
- = Primula sibirica Jacq.
- = Primula sibirica Wulfen
- = Primula sibirica subsp. finnmarchica (Wulfen) Hultén
- = Primula sibirica var. arctica (Oeder) Pax
- = Primula sibirica var. brevicalyx Trautv.
- = Primula sibirica var. integerrima Hook.
- = Primula sibirica var. integrifolia (Oeder) Pax
- = Primula sibirica var. kashmiriana Hook.fil.